# Ipeľské Úľany
Ipeľské Úľany (v minulosti Fedýmeš, maďarsky Ipolyfödémes, Födémes) jsou obec na Slovensku v okrese Levice.
V obci je římskokatolický kostel svatého Michala archanděla z roku 1757. Severozápadně od obce, při cestě směrem na Plášťovce, stojí zbytky románského kostela z 13. století spolu s novodobou kaplí.